# 威斯特摩蘭 (紐約州)
威斯特摩蘭（英語：Westmoreland）是一個位於美國紐約州奧奈達縣的鎮。

## 人口
根據2020年美國人口普查的數據，威斯特摩蘭的面積為111.76平方千米，當中陸地面積為111.72平方千米，而水域面積為0.04平方千米。當地共有人口5924人，而人口密度為每平方千米53人。